# Шиповцы
Шиповцы (укр. Шипівці) — село в Толстенской поселковой общине Чортковского района Тернопольской области Украины.
До 2020 года входило в Залещицкий район.
Код КОАТУУ — 6122089801. Население по переписи 2001 года составляло 895 человек.

## Географическое положение
Село Шиповцы находится на правом берегу реки Серет,
выше по течению на расстоянии в 1,5 км расположено село Лысовцы,
ниже по течению на расстоянии в 6 км расположено село Мышков,
на противоположном берегу — село Шершеневка.

## История
- 1530 год — дата основания.

## Объекты социальной сферы
- Школа I—II ст.
- Дом культуры.
- Фельдшерско-акушерский пункт.

## Религия
Есть церковь Святого Архистратига Михаила (УГКЦ) (1860-е годы постройки, каменная), две часовни (одна из них – римско-католическая Божьего Милосердия).

## Галерея

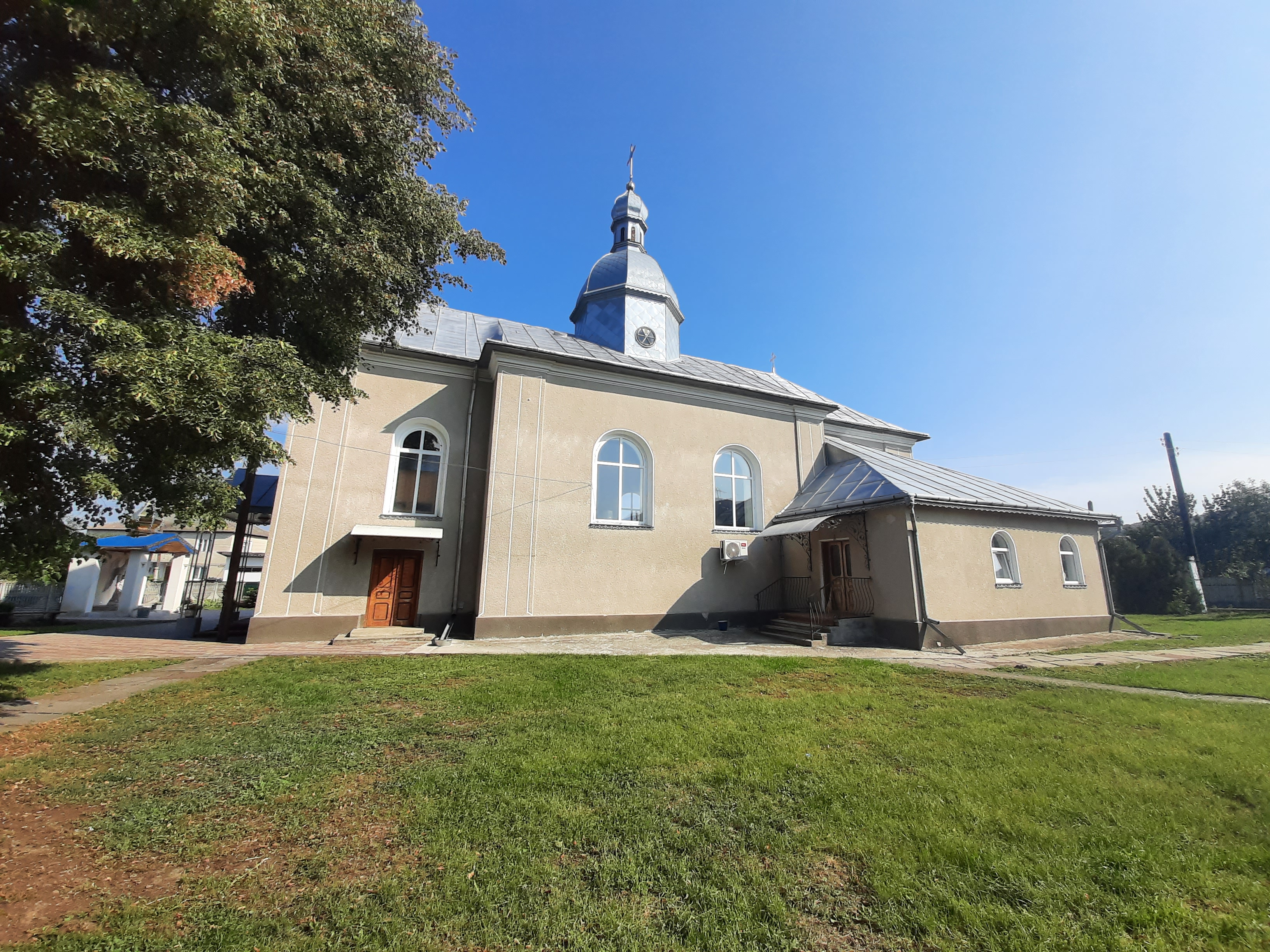
Церковь Святого Архистратига Михаила
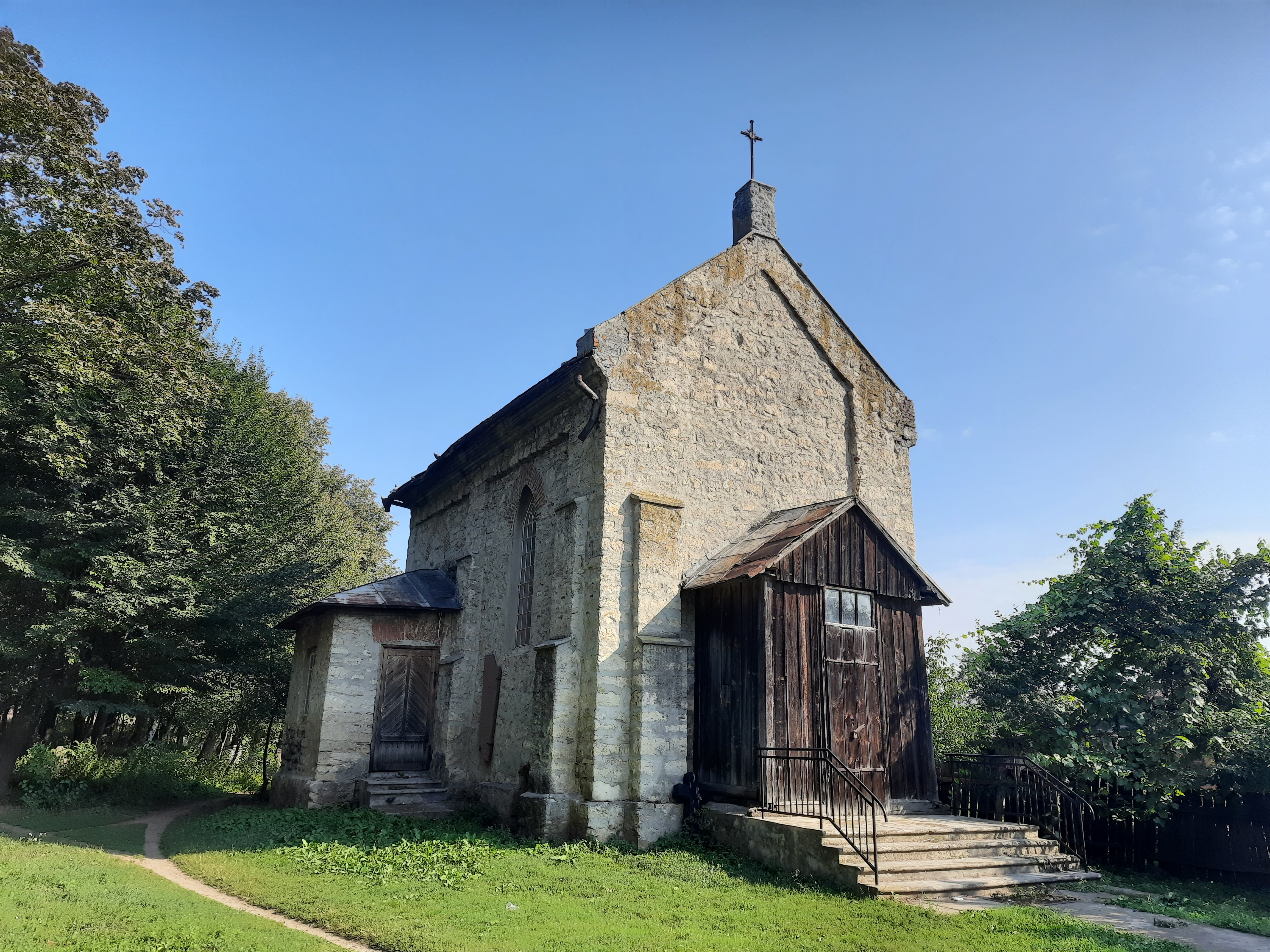
Костёл Божьего Милосердия